# Gagrellula bipunctata
Gagrellula bipunctata is een hooiwagen uit de familie Sclerosomatidae.